# Jewhen Smirnow
Jewhen Wałerijowycz Smirnow (ukr. Євген Валерійович Смірнов, ur. 16 kwietnia 1993 w Odessie) – ukraiński piłkarz, grający na pozycji defensywnego pomocnika i środkowego obrońcy w polskim klubie KTS Weszło.

## Kariera piłkarska

### Kariera klubowa
Wychowanek Szkoły Piłkarskiej nr 11 Czornomoreć Odessa, barwy której bronił w juniorskich mistrzostwach Ukrainy (DJuFL). 17 kwietnia 2011 debiutował w drugiej drużynie Czornomorca. W lipcu 2014 został wypożyczony do FC Tiraspol. Podczas przerwy zimowej sezonu 2014/15 powrócił do odeskiego klubu. 11 grudnia 2018 opuścił odeski klub. 6 lutego 2019 został piłkarzem FK Homel.